# Albert ten Broeke Hoekstra
Albert ten Broeke Hoekstra (Holwerd, 18 februari 1765 – Amsterdam, 27 augustus 1828) was een Nederlands staatsman die in de perioden 1794-1795 en 1816-1817 grietman van Westdongeradeel was.

## Biografie
Albert ten Broeke Hoekstra werd in 1765 geboren in Holwerd en stamde uit een invloedrijke familie. Hij studeerde rechten en was vanaf 1786 advocaat aan het Hof van Friesland. In 1790 werd lid van de Admiraliteit van Friesland en in 1794 Volmacht ten Landdage.
Albert ten Broeke Hoekstra, die bijzonder oranjegezind was, volgde in 1794 Pieter Edzard baron van Harinxma thoe Slooten op als grietman van Westdongeradeel. Reeds een jaar later, tijdens de Bataafse Revolutie, werd hij door de nieuwe machthebbers afgezet en week hij uit naar Oost-Friesland. Omstreeks 1800 vestigde hij zich in Amsterdam en in 1816, ten tijde van het Koninkrijk der Nederlanden, werd hij door koning Willem I benoemd tot grietman van Westdongeradeel. Ook nu bleef hij maar kort grietman: reeds in 1817 werd hij hoogleraar in de Nederlandse letterkunde aan de Rijksuniversiteit Leuven. Hij schijnt aldaar niet goed overweg te hebben gekund met zowel zijn collega's als de studenten. Hem werd ontslag verleend en hij kreeg een pensioen. Hij woonde de laatste jaren van zijn leven in Amsterdam.

## Werken
- Voorrede van den Oorsprong der fabelen in het algemeen en van dien van Reinaard den Vos in het bijzonder, in de Spieghel Historiael, ?

## Verwijzingen
1. 1 2 3 4  Nieuwe Naamlijst van Grietmannen, die van 1816 tot 1851 Hoofden van de Gemeenten ten Platten Lande in Friesland zijn Geweest, door: jhr. mr. H. Baerdt van Sminia, Leeuwarden 1851, blz. 9